# 兵瀬古墳
兵瀬古墳（ひょうぜこふん）は、長崎県壱岐市芦辺町国分本村触にある古墳。形状は円墳。壱岐古墳群（国の史跡）を構成する古墳の1つ。

## 概要
| 古墳名     | 形状       | 規模         | 築造時期  |
| ---------- | ---------- | ------------ | --------- |
| 対馬塚古墳 | 前方後円墳 | 墳丘長63m    | 6c後半    |
| 双六古墳   | 前方後円墳 | 墳丘長91m    | 6c後半    |
| 笹塚古墳   | 円墳       | 直径66m      | 6c後半-末 |
| 兵瀬古墳   | 円墳       | 直径54m      | 6c後半-末 |
| 掛木古墳   | 円墳       | 直径18-22.5m | 6c後半-末 |
| 鬼の窟古墳 | 円墳       | 直径45m      | 6c後半-末 |

壱岐島中央部、南東方向へ延びる丘陵斜面上（標高105メートル）において、斜面を切断して築造された大型円墳である。2004年（平成16年）に墳丘測量・石室実測調査が実施されている。
墳形は円形で、直径約53.5メートル・高さ約13メートルを測る。墳丘は2段築成。墳丘の東・北・西側には丘陵との切り離し溝が認められ、周溝を含めた古墳全体としては直径約65.2メートルにおよぶ（壱岐島では周溝は唯一の例）。埋葬施設は両袖式の横穴式石室で、南西方向に開口する。玄室・中室・前室・羨道からなる3室構造の石室で、石室全長12.36メートルを測る大型石室である。玄室内には組合式箱式石棺を据え、現在は部材が遺存する。石室内は未調査のため副葬品は詳らかでないが、石室実測調査の際に中室で須恵器片が採集されている。築造時期は古墳時代後期の6世紀末頃と推定され、7世紀前半頃までの追葬が想定される。
古墳域は2009年（平成21年）に国の史跡に指定されている（史跡「壱岐古墳群」のうち）。

## 遺跡歴
- 2004年度（平成16年度）、墳丘測量・石室実測調査（壱岐市教育委員会、2005年に報告集刊行）。
- 2009年（平成21年）2月12日、国の史跡に指定（史跡「壱岐古墳群」のうち）。

## 埋葬施設

石室俯瞰図

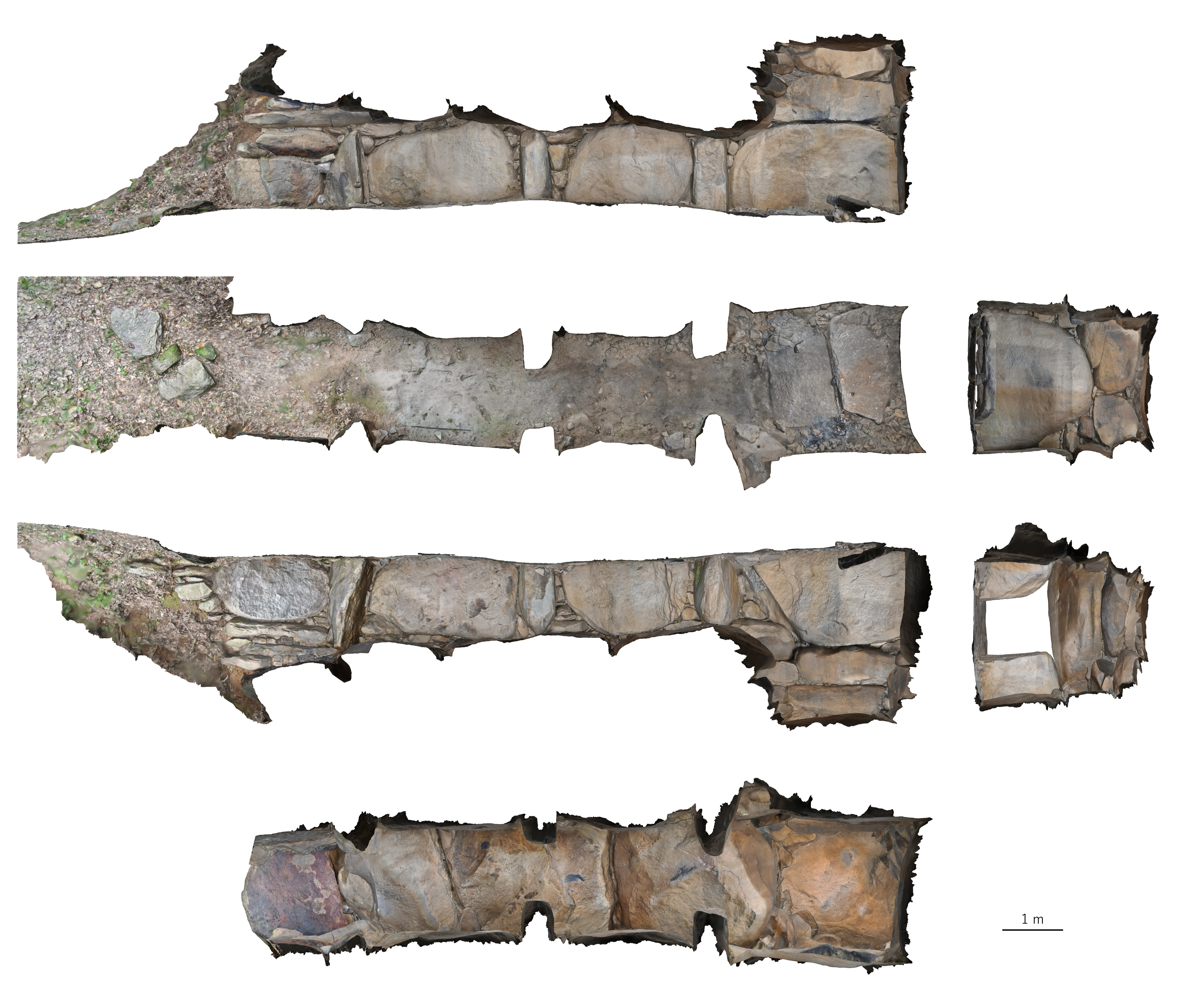
石室展開図

埋葬施設としては両袖式横穴式石室が構築されており、南西方向に開口する。玄室・中室・前室・羨道からなる3室構造の石室である。石室の規模は次の通り。
- 石室全長：12.36メートル
- 玄室：長さ2.9メートル、幅2.48メートル、高さ2.87メートル
- 中室：長さ2.52メートル、幅1.81メートル、現在高さ1.24メートル
- 前室：長さ2.70メートル、幅1.77メートル、現在高さ1.33-1.47メートル

玄室の平面形は長方形に近い方形、中室・前室の平面形は長方形である。前室の右側壁には、大小2隻の船、大きい船の舳先から伸びた線1本、線の先端に斑点のある球状表現の線刻が認められる。
玄室には奥壁に接して組合式箱式石棺を据えており、現在は長側壁2枚の部材が倒れ込だ状態である。奥壁側の石は長さ1.95メートル・幅1.1メートル・厚さ0.15メートル、手前側の石は長さ1.90メートル・幅1.07メートル・厚さ0.13メートルを測る。

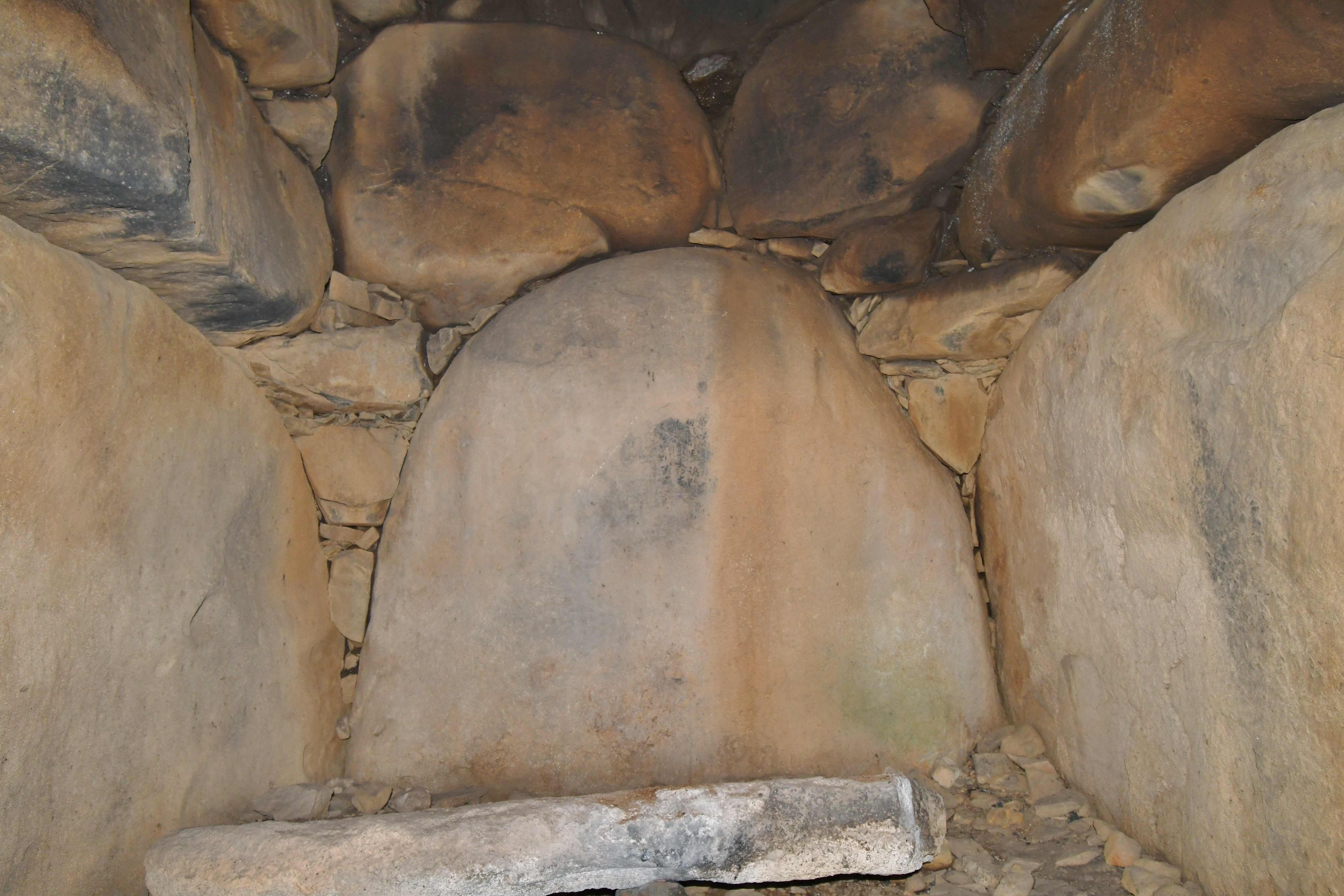
玄室（奥壁方向）
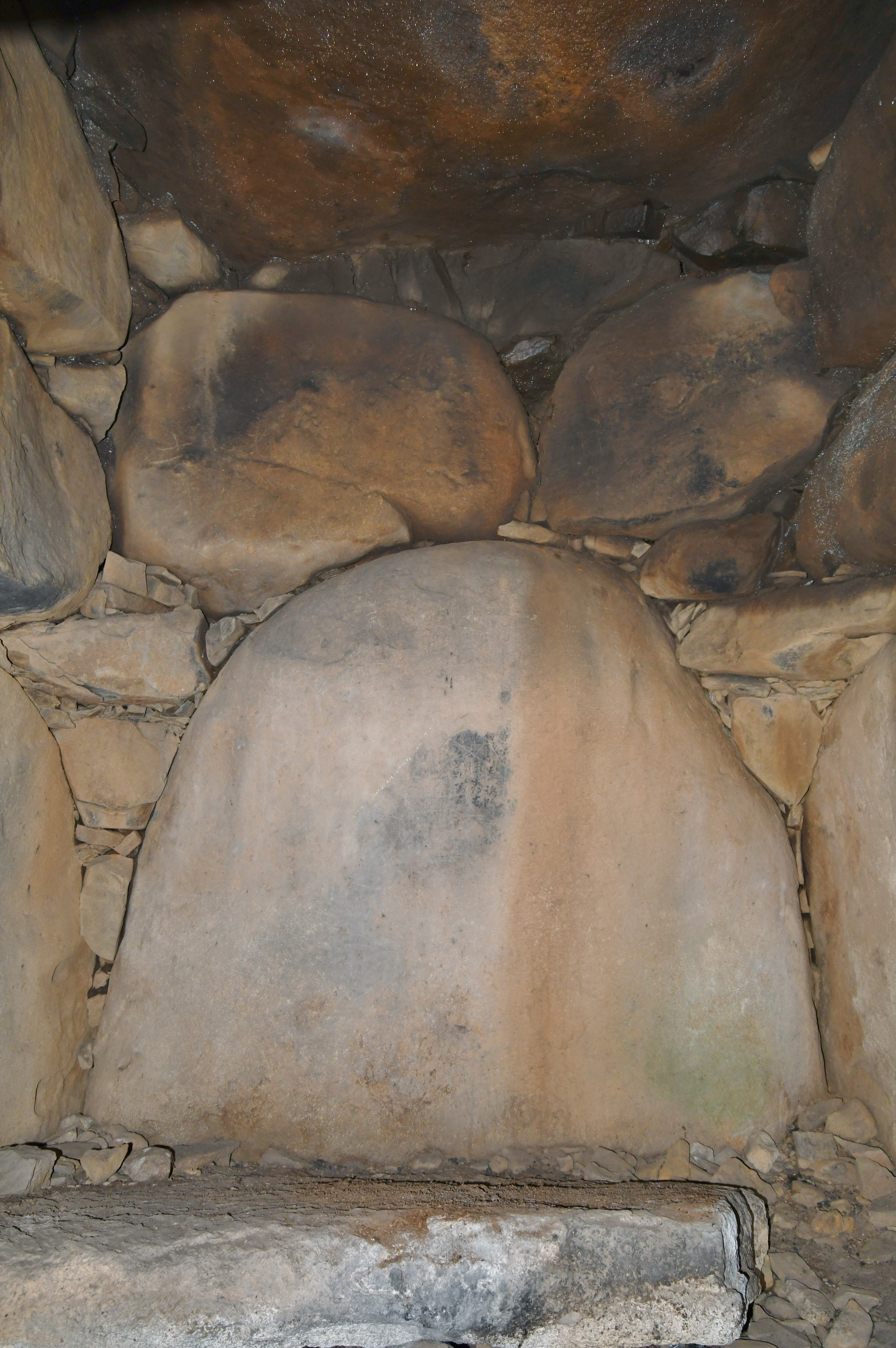
玄室（奥壁方向）
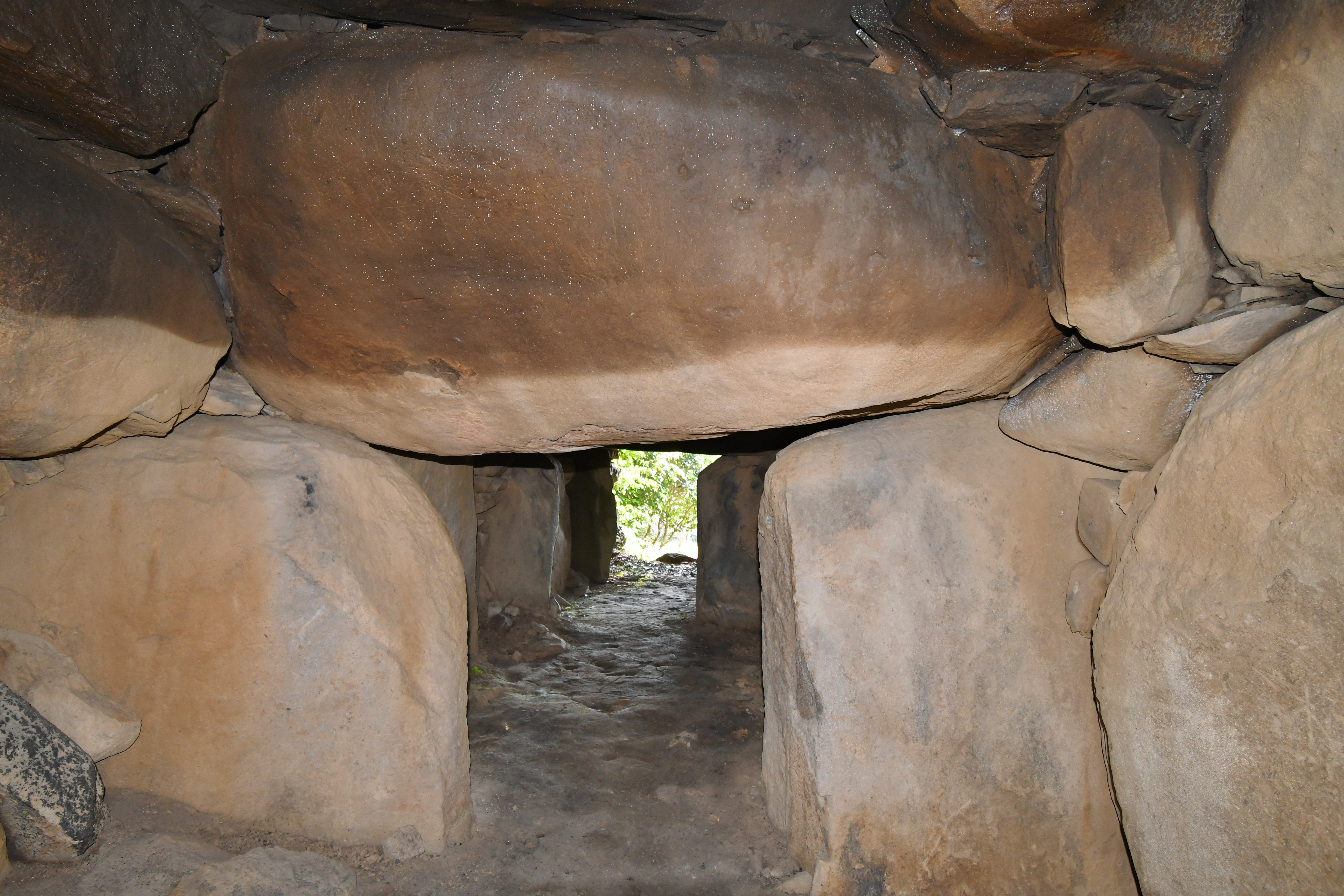
玄室（開口部方向）
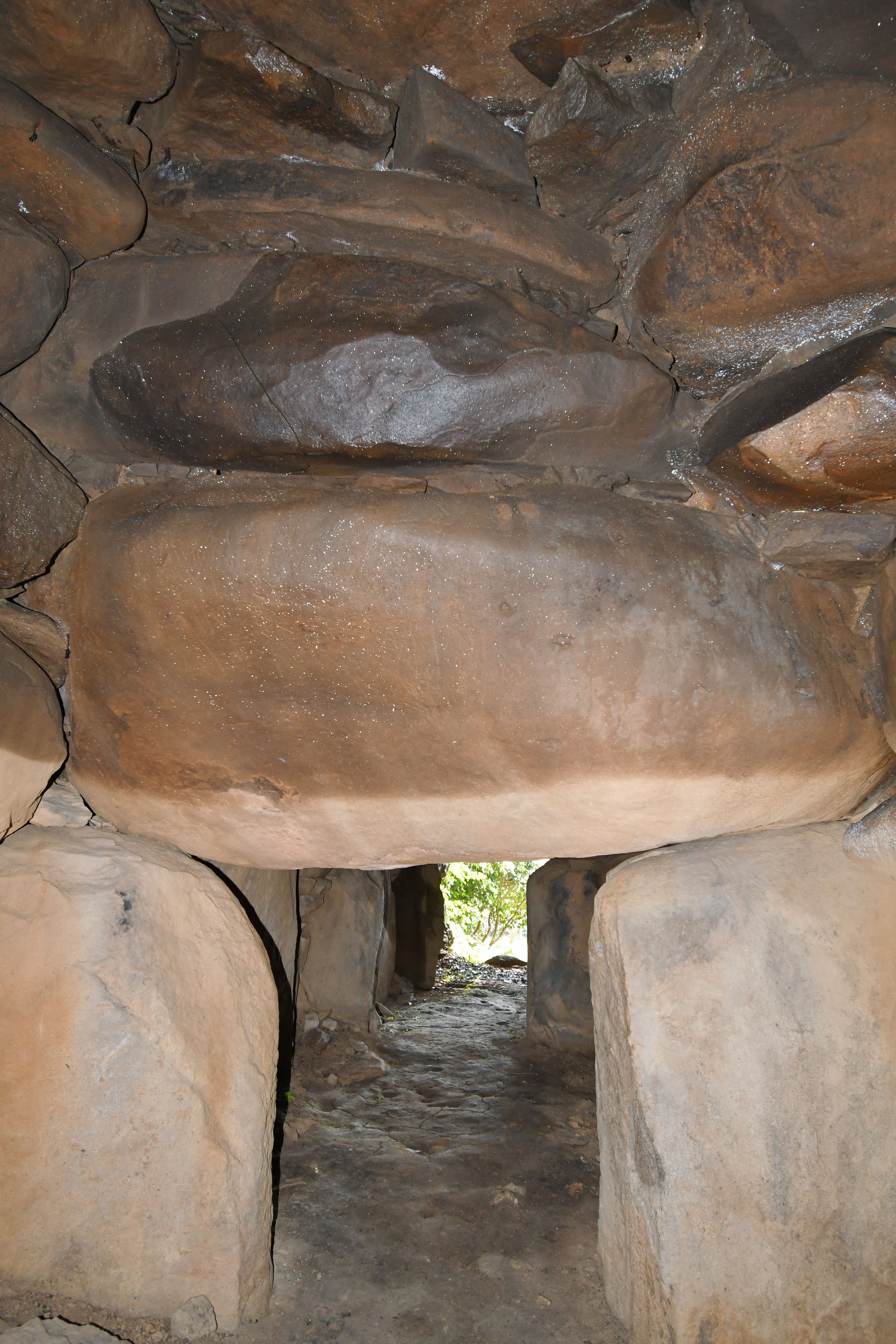
玄室（開口部方向）
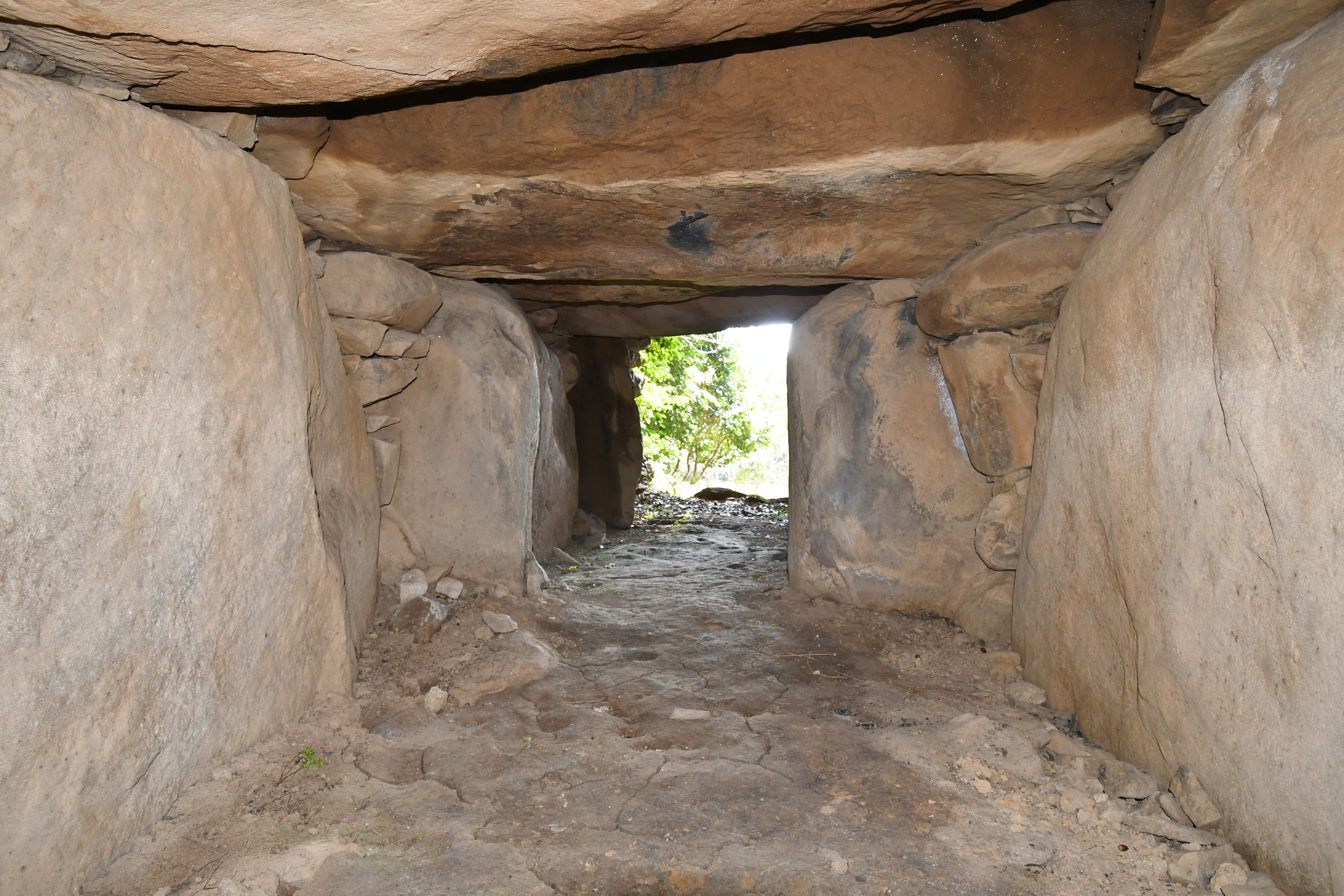
中室（開口部方向）
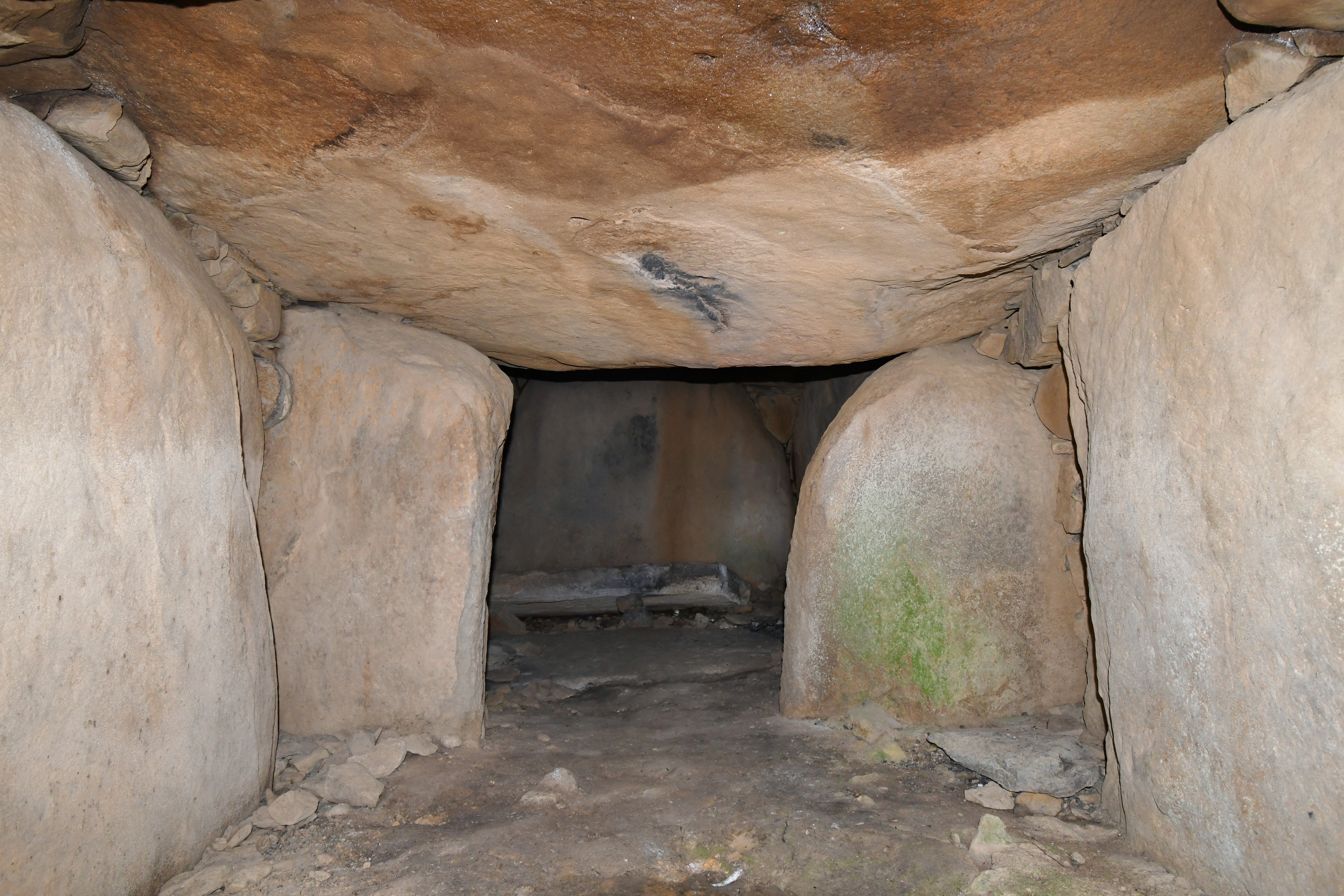
中室（玄室方向）
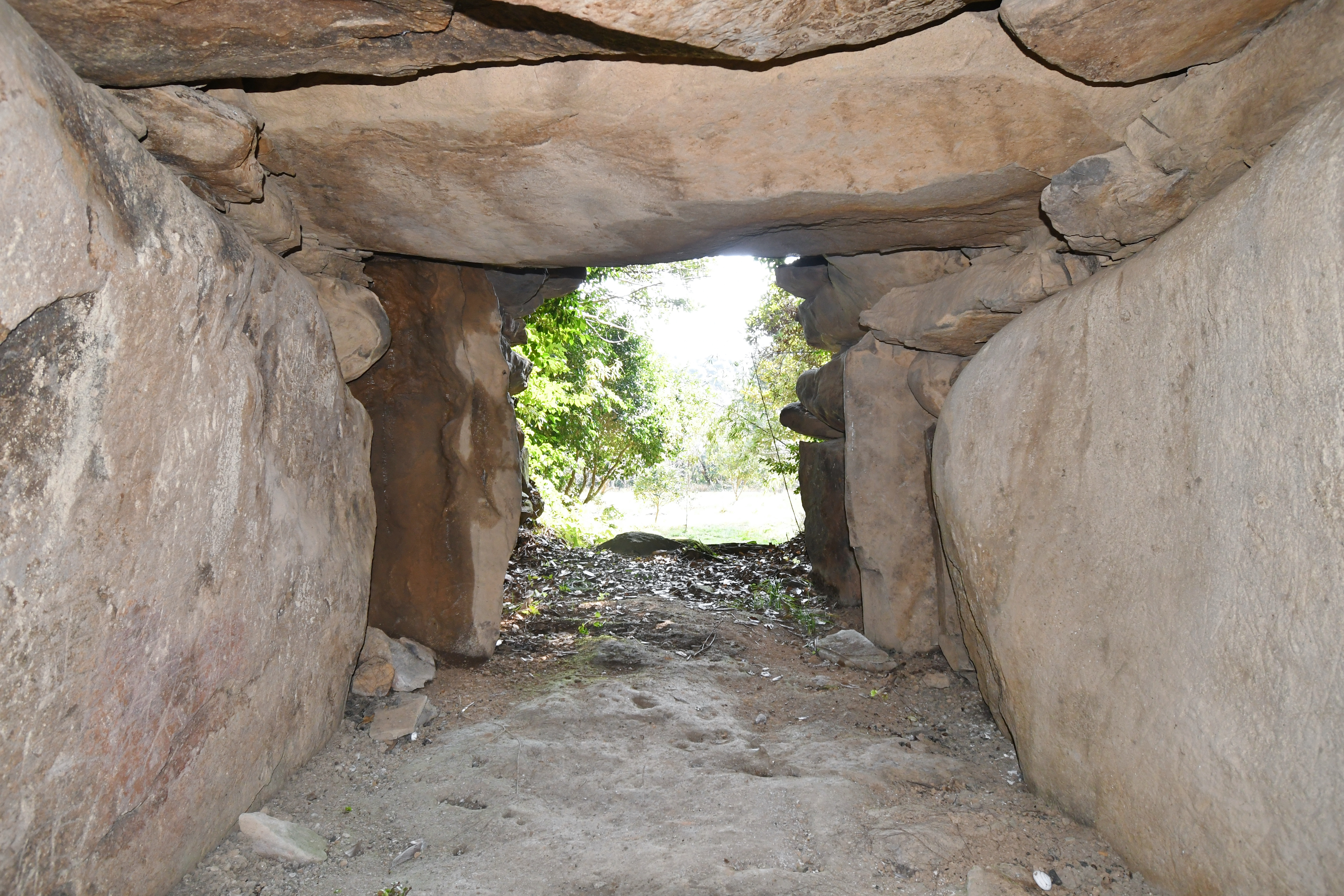
前室（開口部方向）
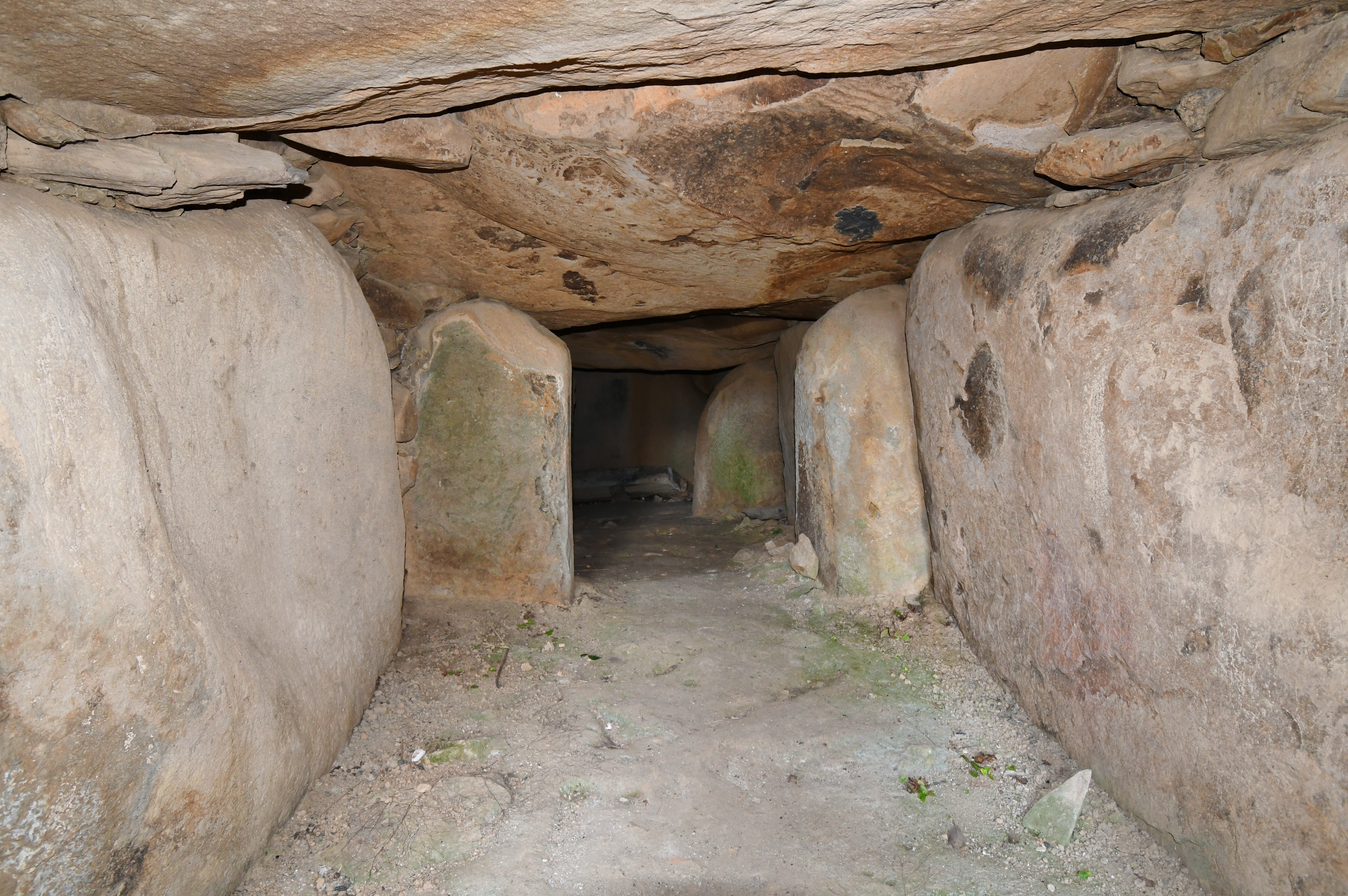
前室（玄室方向）
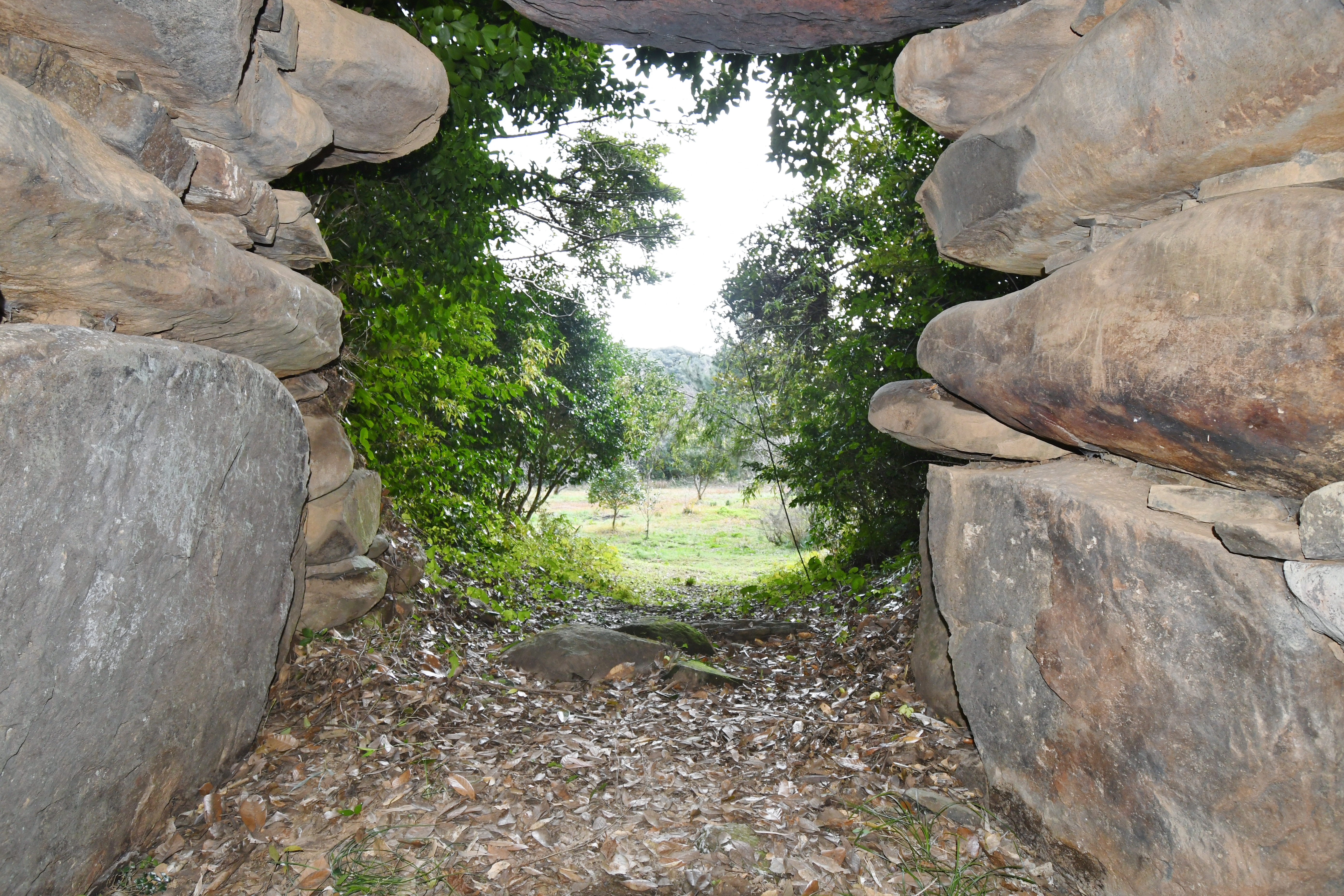
羨道（開口部方向）
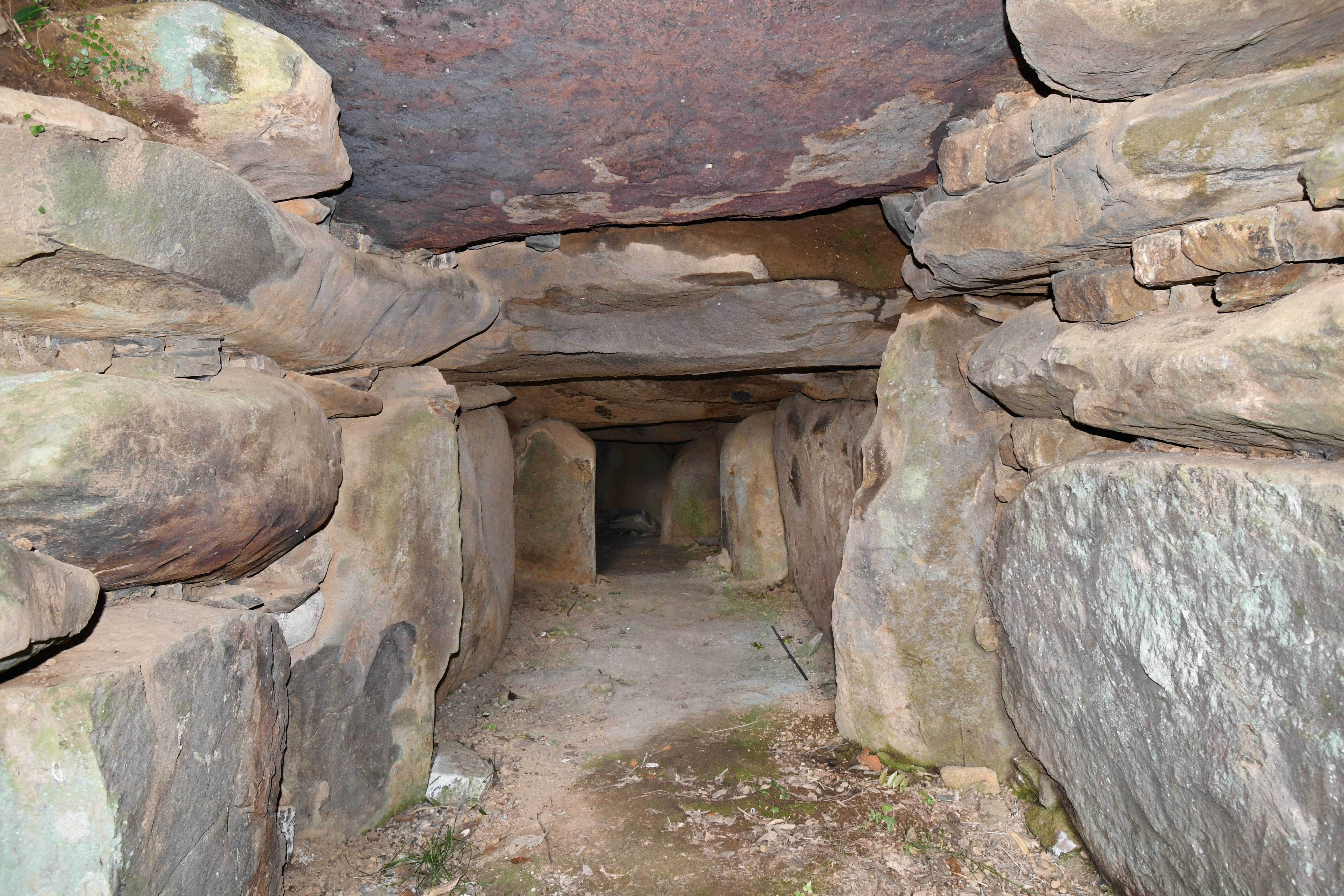
羨道（玄室方向）
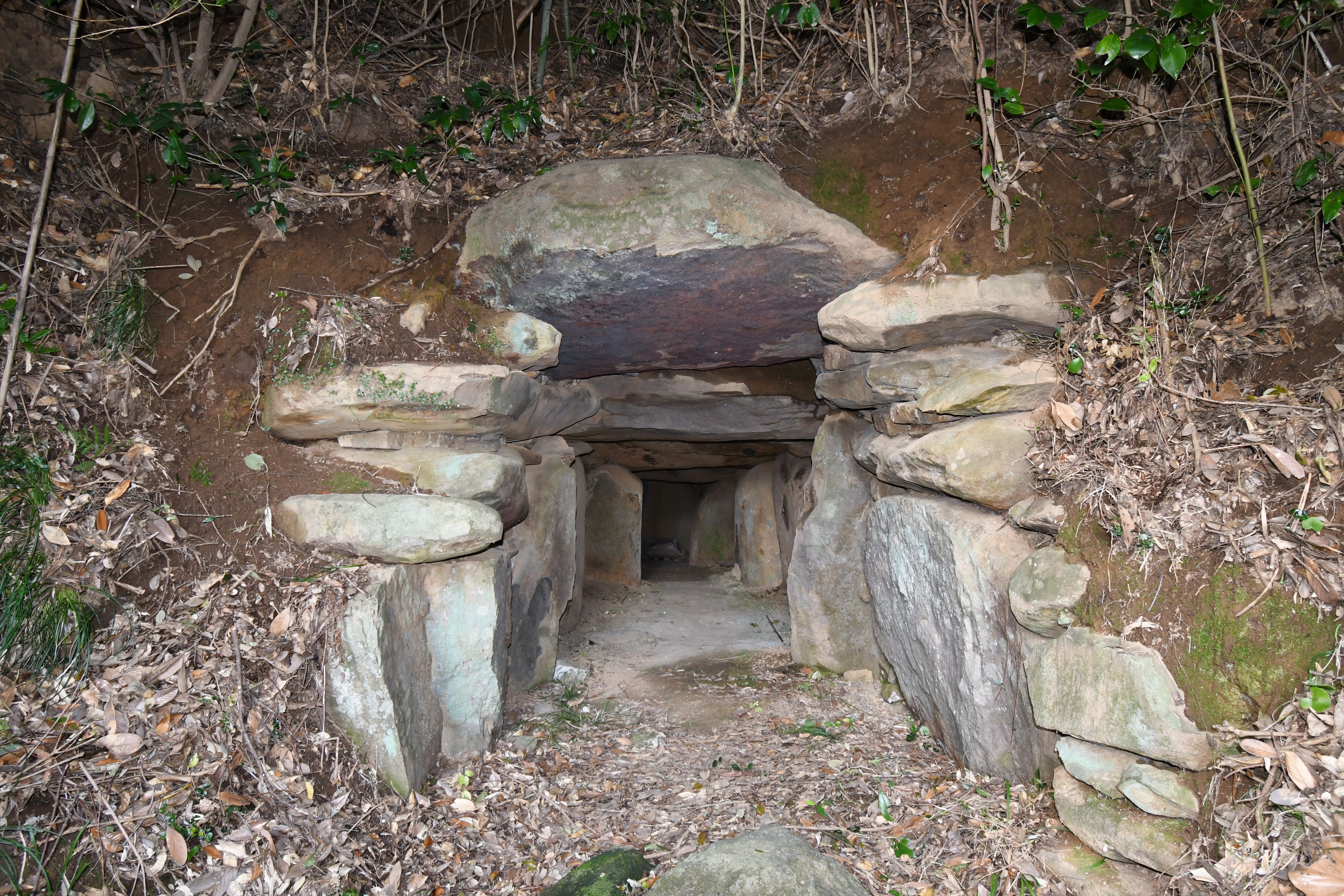
開口部

## 関連施設
- 壱岐市立一支国博物館（壱岐市芦辺町深江鶴亀触）

## 関連文献
（記事執筆に使用していない関連文献）
- 『兵瀬古墳 -市内遺跡発掘調査事業に伴う発掘調査-』壱岐市教育委員会〈壱岐市文化財調査報告書第4集〉、2005年。